# 해남 대흥사 서산대사유물
해남 대흥사 서산대사유물(海南 大興寺 西山大師遺物)은 전라남도 해남군, 대흥사에 있는 조선시대 서산대사의 유물로, 임진왜란때 승군(僧軍)으로 나선 서산대사를 승군 대장 도총섭(都總攝)으로 임명한 교지와 정조가 서산대사의 충절을 기리는 내용을 친히 적은 서산대사화상당명 총 2점이다. 2002년 12월 7일 대한민국의 보물 제1357호로 지정되었다.
교지(敎旨)는 임진왜란 초 발급되었다가 화재로 소실된 서산대사(休靜)의 도총섭(都總攝) 교지를 만 력30년(1602, 선조35) 재발급된 것이며, 서산대사 화상당명(西山大師畵像堂銘)은 정조18년(1794) 해남 대흥사에 서산대사의 영정이 모셔지는 것을 계기로 정조가 친히 지은‘서산대사화상당명’과 그 서문을 써서 대흥사에 내려보낸 것으로 전해진다.
꽃, 구름무늬 채화가 그려진 담황색 비단에 내용이 적혀있고, 끝부분에는 정조의 친필임을 상징하는 ‘홍재(弘齋)’라는 도장이 찍혀있다. 글의 내용은 서산대사의 충절을 기리는 내용이다.

## 같이 보기
- 서산대사

## 참고 자료
- 해남 대흥사 서산대사유물 - 국가유산청 국가유산포털